# Нарада зі взаємодії та зміцнення заходів довіри в Азії
Нарада зі взаємодії та зміцнення заходів довіри в Азії (англ. Conference on Interaction and Confidence-Building Measures in Asia) — міжурядова організація для зміцнення співпраці з метою безпеки і стабільності в Азії.

## Історія
Ідею скликання НВЗДА вперше запропонував президент Казахстану Нурсултан Назарбаєв 5 жовтня 1992 року на 47-й сесії Генеральної Асамблеї ООН. 5 жовтня 2017 року НВЗДА відсвяткувала 25-річчя.

## Саміти
| Назва саміту | Дата проведення     |
| --- | ------------------- |
| І саміт. Був прийнятий Алматинський акт, статут НВЗДА. | 4 червня 2002 року  |
| II саміт | 17 червня 2006 року |
| III саміт. Вперше за коротку історію НВЗДА головування перейшло від Казахстану до Туреччини. Ірак та В'єтнам були прийняті до складу нових членів.                                                                                          | 8 червня 2010 року  |
| IV саміт відбувся в Шанхаї. Саміт прийняв переглянуті Правила процедури НВЗДА. | 21 травня 2014 року |
| V саміт відбувся в Душанбе. Зібрав найбільшу кількість глав держав та урядів. Участь у Саміті взяли п'ятнадцять глав держав та урядів, крім інших високопоставлених осіб, включаючи віце-президента, міністрів закордонних справ та послів. | 15 червня 2019 року |
| VI |                     |